# ناحیه امپرا
بخش امپرا (به لاتین: Ampara District) یک سکونتگاه مسکونی در سری‌لانکا است که در استان شرقی (سری‌لانکا) واقع شده‌است.

## خصوصیات
بخش امپرا ۴٬۴۱۵ کیلومترمربع مساحت و ۶۴۸٬۰۵۷ نفر جمعیت دارد.